# Silene flos-cuculi
Silene flos-cuculi é uma espécie de planta com flor da família Caryophyllaceae. Originalmente descrita como Lychnis flos-cuculi por Carl Linnaeus em 1753, o táxon foi posteriormente reclassificado em 1811 por Joseph Philippe de Clairville, passando para o gênero Silene – o que reflete uma atualização no entendimento das relações evolutivas entre essas plantas.

## Taxonomia

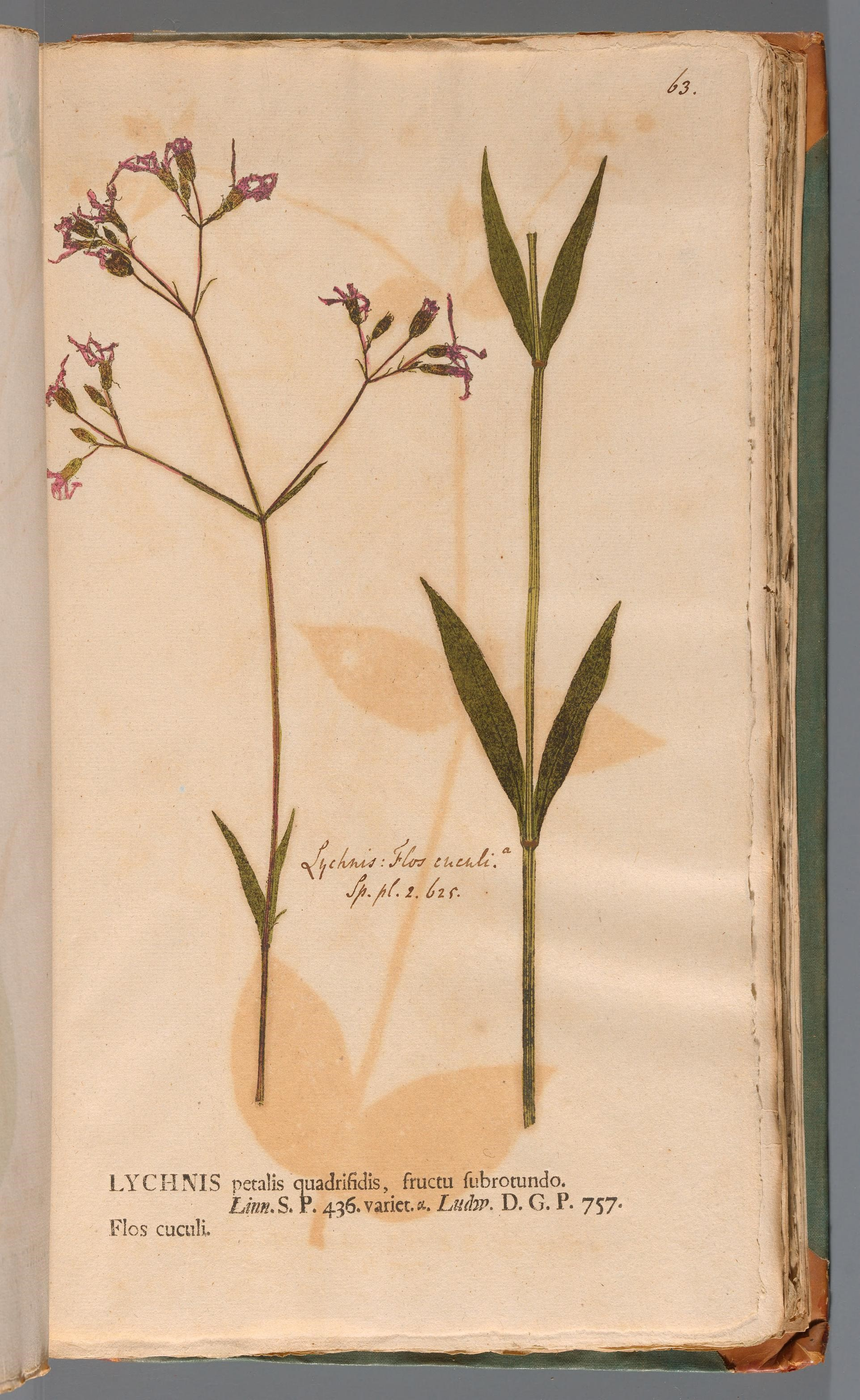
Lychnis flos-cuculi no livro Botanica in originali.

O táxon foi publicado pela primeira vez em Species Plantarum (1753) sob o nome Lychnis flos-cuculi. Com o avanço dos estudos filogenéticos, revisões posteriores levaram à transferência de muitas espécies do gênero Lychnis para o gênero Silene. Assim, em 1811, Joseph Philippe de Clairville redescreveu a espécie como Silene flos-cuculi, sendo este o nome atualmente aceito.

## Distribuição

### Portugal
A espécie está presente no território português, abrangendo táxones infraespecíficos, como:
- Silene flos-cuculi subsp. flos-cuculi – encontrada em Portugal Continental. Em termos de naturalidade, é nativa da região e não está protegida por legislação portuguesa ou da Comunidade Europeia.